# Список византийских узурпаторов

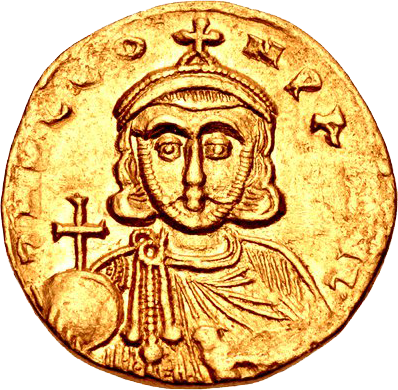
Солид Льва III

## Узурпаторы, ставшие законными императорами
- Василиск (475-476)
- Фока (602-610)
- Ираклий I (610-641)
- Леонтий (696-698)
- Тиберий III (608-705)
- Филиппик (711-713)
- Анастасий II (713-715)
- Феодосий III (715-717)
- Лев III Исавр (717-741)
- Никифор I (802-811)
- Лев V Армянин (813-820)
- Михаил II Косноязычный (820-829)
- Василий I Македонянин (868-886)
- Иоанн I Цимисхий (969-976)
- Исаак I (1057-1059)
- Никифор III Вотаниат (1078-1081)
- Алексей I (1081-1118)
- Андроник I (1183-1185)
- Исаак II (1185-1195)
- Алексей III (1195-1203)
- Алексей IV (1203-1204)
- Алексей V (1204)
- Андроник III (1328-1341)
- Иоанн VI (1341-1354)
- Андроник IV (1376-1379)
- Иоанн VII (1390)

## Узурпаторы, не ставшие законными императорами

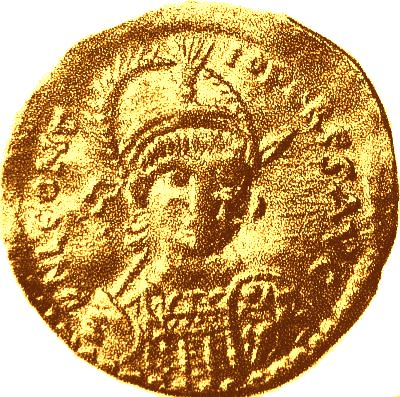
Солид Леонтия

- Маркиан (479 и 484), в Константинополе.
- Леонтий (484-488), в Константинополе.
- Лонгин (493), в Исаврии.
- Ареобинд (512), в Константинополе.
- Юлиан (529-531), в Сарматии.
- Ипатий (532), в Константинополе.
- Стотцас (534-537 и 544-545), в Африке.
- Иоанн (537), в Месопотамии.
- Иоанн (617), в Неаполе.
- Элевтерий (619), в Риме.
- Маврикий (642), в Италии.
- Валентин (644), в Константинополе.
- Григорий (646-647), в Африке.
- Олимпий (650-652), в Италии.
- Теодор (639-643), в Армении.
- Саборий (667-668), в Анатолии.
- Мизизий (668-669), на Сицилии.
- Василий (718), в Италии.
- Тиберий (729-730), в Италии.
- Тиберий (737), в Анатолии.
- Артавазд (741-743), на западе.
- Никифор (792, 799 и 812), во Фракии и Ахея.
- Ставракий (799-800), в Каппадокии.
- Вардан Турк (803), в Анатолии.
- Фома Славянин (821-823), в Константинополе.
- Евфимий (826-827), на Сицилии.
- Феофоб (838-839), в Месопотамии.
- Карбес (843-863), в Армении.
- Хрисохейр (863-872), в Армении.
- Андроник (906-907), в Анатолии.
- Константин (913), в Константинополе.
- Лев Старший (917), в Константинополе.
- Барда (923), в Месопотамии.
- Василий Медная Рука (932), в Вифинии.
- Вардан Младший (971 и 987-989), в малой Азии.
- Вардан (976-979, 988 и 990), в малой Азии.
- Никифор Младший (1021-1022), на востоке.
- Элпидий (1034), в Сирии.
- Воислав Дукский (1034 и 1040-1042), в Дукле.
- Григорий (1040), во Фригии.
- Пётр (1040-1041), в Болгарии.
- Атенульф (1040-1042), в Италии.
- Агрир (1042), в Италии.
- Феофил (1042), на Кипре.
- Георгий (1042-1043), в Италии.
- Стефан (1043), в Армении.
- Лев (1047), в Анатолии.
- Эрве (1057), в малой Азии.
- Вахрам (1071-1078), в малой Азии.
- Пётр (1072), в Болгарии.
- Руссель (1073-1074), в Галатии.
- Иоанн (1074), в Галатии.
- Нестор (1076-1078), в Дакии.
- Левон (1077-1078), в Месопотамии.
- Никифор (1078), в Диррахии.
- Никифор (1080-1081), в Месопотамии.
- Карик (1093), на Крите.
- Рапсомат (1093), на Кипре.
- Лже-Константин (1094), во Фракии.
- Феодор (1096-1098), в Халдии.
- Григорий (1104), в Халдии.
- Лже-Лев (1116), в Болгарии.
- Кассиан (1126-1130), в Вифинии.
- Константин (1126-1140), в Халдии.
- Иоанн (1183), в Филадельфии.
- Феодор (1183-1184), в Никее.
- Андроник (1183), в малой Азии.
- Алексей (1187), в Болгарии.
- Феодор (1188-1189 и 1204-1206), в Филадельфии.
- Василий (1190-1204), в Анатолии.
- Лже-Алексей II (1192), во Фригии.
- Лже-Алексей II (1192), в Пафлагонии.
- Константин (1193), в Болгарии.
- Алексей (1195 и 1200), на Крите.
- Лже-Алексей II (1196), в Киликии.
- Михаил (1198-1200), в Константинополе.
- Иоанн Толстый (1201), в Константинополе.
- Лев (1200-1206), в Лаконии.
- Михаил (1200-1201), в малой Азии.
- Лев (1201-1208), в Греции и Далмации.
- Иоанн (1201), во Фракии.
- Николай (1204), в Константинополе.
- Лев (1204-1239), на Родосе.
- Иоанн (1239-1250), на Родосе.
- Мануил (1204-1206), во Фригии.
- Иоанн (1205-1209), в Мессении.
- Феодор (1205-1206, в Адрианополе.
- Лже-Иоанн IV (1262), в Константинополе.
- Алексей (1295), во Фракии.
- Иоанн (1326-1327), в Фессалониках.
- Михаил (1342), в Фессалии.
- Симеон (1356-1370), в Фессалии.
- Фома (1366-1382), в Эпире.
- Феодосий (1402), в Константинополе.
- Димитрий (1448), в Константинополе.